# Tirka uralkodóinak listája
Tirka uralkodói kevéssé ismertek, sorrendjük és uralkodási idejük bizonytalan. Három ponton kapcsolhatók Mezopotámia kronológiájához: Samsu-iluna, I. Kastilias és Parsatatar idején.
| Uralkodó           | Középső kronológia | Megjegyzés                                          |
| ------------------ | ------------------ | --------------------------------------------------- |
| Mári uralkodóháza  |                    |                                                     |
| Jaggid-Lim         | i. e. 1820 körül   | bizonytalan, hogy Tirkában uralkodott-e             |
| Jahdun-Lim         | i. e. 1800 körül   | Mári és Tirka királya                               |
| Szumu-jamam        | i. e. 1795 körül   | Jahdun-Lim fia                                      |
| Zimrí-Lim          | i. e. 1770 körül   | Jahdun-Lim fia                                      |
| Kibri-Dagan        |                    | Zimrí-Lim alatt Tirka kormányzója                   |
| Tirka uralkodóháza |                    |                                                     |
| Japahszumu-×       | i. e. 1760 körül   | A név töredékes                                     |
| Isi-szumuabu       | ?                  | bizonytalan                                         |
| Jadihabum          | i. e. 1725 körül   | kassziták fennhatósága alatt, Samsu-iluna kortársa  |
| Kastilias          | i. e. 1690 körül   | kasszita király Máriban                             |
| Sunuhru-ammu       | i. e. 1680 körül   | bizonytalan, hogy független-e                       |
| Ammimadar          | ?                  | bizonytalan személy, valószínűleg Irkabtum kortársa |
| Iddinkakka         | i. e. 1595 körül   | valószínűleg új uralkodóház első tagja              |
| Isar-Lim           | ?                  | Iddinkakka fia                                      |
| Iggid-Lim          | ?                  | Isar-Lim fia                                        |
| Isih-Dagan         | ?                  | Iggid-Lim fia                                       |
| Hammurapi          | i. e. 1450 körül   | Azilla fia, talán trónbitorló                       |
| Parsatatar         |                    | Mitanni királya                                     |